# 우르러라 창공
"우르러라 창공"(仰げ大空)은 일제강점기 한국에서 제작된 김영화 감독의 1943년 영화이다. 나웅 등이 주연으로 출연하였고 전중삼랑 등이 제작에 참여하였다.

## 출연

### 주연
- 나웅
- 김일해
- 서월영
- 김신재
- 문예봉
- 신영철

## 기타
- 조명: 김성춘